# Сури (город)
Сури (англ. Suri) — город в индийском штате Западная Бенгалия. Административный центр округа Бирбхум. Средняя высота над уровнем моря — 56 метров. По данным всеиндийской переписи 2001 года, в городе проживало 61 818 человек, из которых мужчины составляли 51 %, женщины — соответственно 49 %. Уровень грамотности взрослого населения составлял 74 % (при общеиндийском показателе 59,5 %). Уровень грамотности среди мужчин составлял 79 %, среди женщин — 68 %. 11 % населения было моложе 6 лет.